# Andrew Brown (Klarinettist)
Andrew Brown (* 2. Februar 1900 in St. Louis; † 30. Januar 1960 in New York City) war ein US-amerikanischer Jazzmusiker (Klarinette, Bassklarinette und Tenorsaxophon).

## Leben und Wirken
Lawson spielte in den frühen 1920er-Jahren in der Oddfellows Band von P. B. Langford, schließlich in Wilson Robinsons Orchester, aus dem das Cotton Club Orchestra hervorging. Erste Aufnahmen entstanden mit dem Cotton Club Orchestra unter Leitung von Andy Preer. Ende der 12920er-Jahre arbeitete er mit Leroy Tibbs und dessen Connie’s Inn Orchestra sowie mit The Missourians. Um 1930 wurde er Mitglied des Orchesters von Cab Calloway, mit dem er 1934 auf Europatournee ging. Nachdem er Calloway um 1945 verlassen hatte, spielte er in den folgenden Jahren  noch bei Dince Vance, mit dessen Orchester er Vokalistinnen wie Wini Brown, Ida James und Mabel Scott begleitete, ferner im Orchester von Eddie Barefield.  Im Bereich des Jazz war er zwischen 1924 und 1951 an über 100 Aufnahmesessions beteiligt.